# 6. Infanterie-Division
6. Infanterie-Division var ett tyskt infanteriförband under andra världskriget. Förbandet kapitulerade till  Röda armén 30 juni 1944.

## Befälhavare
- Generalleutnant Arnold von Biegeleben (1 sep 1939 – 11 okt 1940)
- Generalleutnant Helge Auleb (11 okt 1940 – 21 jan 1942)
- Generalleutnant Horst Grossmann (21 jan 1942 – 16 dec 1943)
- Generalmajor Egon von Neindorff (16 dec 1943 – 12 jan 1944)
- Oberst Alexander Conrady (12 jan 1944 – 19 jan 1944)
- Oberst Günther Klammt (19 jan 1944 – 1 maj 1944)
- Generalleutnant Walter Heyne (1 juni 1944 – 30 juni 1944)

## Organisation
- 18. infanteriregementet
- 37. infanteriregementet
- 58. infanteriregementet
- 6.    infanteriregementet
- 42. infanteriregementet
  - 1. bataljonen
- 6. pansarjägarbataljonen
- 6. signalbataljonen
- 6. pionjärbataljonen
- träng- och tygförband